# Marie Bautz
Marie Bautz, geb. Bachmann (* 1. Februar 1879 in Eppishofen bei Augsburg; † 30. Dezember 1929 in Hamburg) war eine Hamburger Politikerin der SPD und Abgeordnete der Hamburgischen Bürgerschaft.

## Leben und Politik

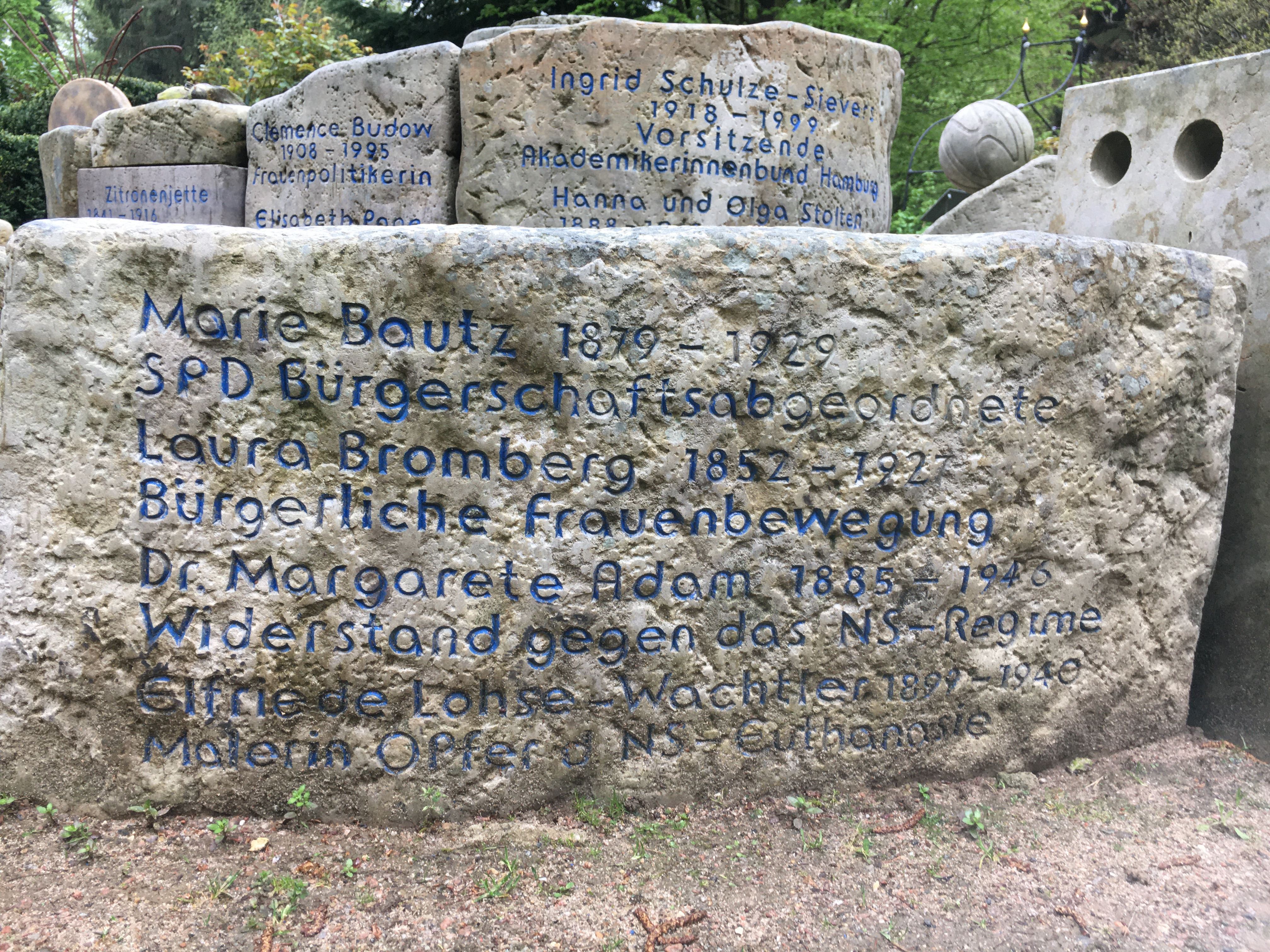
Erinnerungsstein im Garten der Frauen auf dem Friedhof Ohlsdorf

Marie Bautz arbeitete erst als Dienstmädchen und anschließend bis zu ihrer Heirat 1900 als Fabrikarbeiterin. 1907 kam sie nach Hamburg. Ab dem 1. Juni 1913 war sie Geschäftsführerin im Verband der Hausangestellten. 
Sie saß für die SPD von 1919 bis 1924 in der Hamburgischen Bürgerschaft. Sie war Deputierte der Behörde für Öffentliche Jugendfürsorge.
An sie wird im Garten der Frauen auf dem Hamburger Friedhof Ohlsdorf erinnert. Im Mai 2017 wurde ein neu angelegter Erschließungsweg in Hamburg-Farmsen-Berne nach ihr Marie-Bautz-Weg genannt.